# Elisabetta Belloni
Elisabetta Belloni (Roma, 1 de septiembre de 1958) es una funcionaria pública y diplomática italiana, directora del Departamento de Información para la Seguridad desde 2021.

## Biografía
Graduada en Ciencias Políticas en la Universidad Luiss en 1982 con una tesis sobre técnicas de negociación internacional, Belloni se embarcó en la carrera diplomática en 1985. Ha ocupado cargos en las oficinas permanentes de las embajadas y representaciones italianas en Viena y Bratislava, así como en las Direcciones Generales del Ministerio de Asuntos Exteriores.
En particular, de 1993 a 1996 fue primera secretaria de la representación diplomática italiana en organismos internacionales. Tras regresar a Roma, trabajó brevemente en la oficina de Rusia antes de ser ascendida, en 2000, a la secretaría de la Dirección de Países Europeos. En 2001 asumió el cargo de jefe de la Oficina para los países de Europa Central y del Este y finalmente, a partir de 2002, jefe de la secretaría del Subsecretario de Estado de Asuntos Exteriores Roberto Antonione.
De noviembre de 2004 a junio de 2008 dirigió la Unidad de Crisis del Ministerio de Asuntos Exteriores y, posteriormente, directora general de cooperación al desarrollo de 2008 a 2013, mientras que de enero de 2013 a junio de 2015 fue directora general de recursos e innovación.
En febrero de 2014 fue ascendida al rango de embajadora y, desde junio de 2015, ocupa el cargo de Jefa de Gabinete del Ministro de Asuntos Exteriores Paolo Gentiloni. Tras la renuncia a la carrera diplomática de la embajadora Michele Valensise, entonces secretaria general de la Farnesina, en abril de 2016 fue nombrada secretaria general del Ministerio de Asuntos Exteriores y asumió el cargo el 5 de mayo. Fue profesora de Cooperación de Desarrollo en el Luiss Guido Carli.
En mayo de 2018, su nombre fue presentado por la prensa, junto al de la economista Lucrezia Reichlin, como posible candidata a recibir el mandato de primera ministra en la XVIII legislatura.
Dejó el Ministerio el 12 de mayo de 2021, cuando fue nombrada Directora del Departamento de Información para la Seguridad por el primer ministro Mario Draghi.